# KUWATA CUP
KUWATA CUP（クワタカップ）は、2019年から2023年にかけて桑田佳祐が旗振り役となり、日本全国47都道府県の日本ボウリング場協会に加盟しているボウリング場の協力のもと行われていたボウリング大会。プロボウラー部門は日本プロボウリング協会公認大会であり、年間シーズンの開幕戦として位置づけられていた。

## 背景
このボウリング大会は「生涯スポーツ」「世代を超えたコミュニケーション」「地方創生」「日本中どこでもだれでもが参加できる、みんなのボウリング大会」というテーマとなっており、小学生を対象としたジュニアアマチュア部門、中学生以上を対象とした一般アマチュア部門に加え、60歳以上を対象としたシニア枠（2020年大会から）、2人1組になって投球するダブルス部門（2022年大会から）、日本プロボウリング協会のプロボウラーを対象としたプロボウラー部門に分けて行われる。
この大会の旗振り役・自称コミッショナーである桑田佳祐は学生時代にプロボウラーを目指していた時期があるほどのボウリングファンであり、これまでにパーフェクトゲームを3度達成している。テーマソングも桑田自身が制作・歌唱している。
この大会の発足の経緯として2016年に桑田の還暦祝いに矢島純一からマイボールを贈られたことがきっかけでボウリング熱が再燃したことが挙げられており、その様を目の当たりにしたスタッフが後述の理念から企画を考案した。
桑田自身もこの大会をきっかけにしたボウリング人気の復活・新たなスター選手の誕生や活躍・ボウリングに対する幅広い世代への認知を期待する趣旨の発言をしており、「これからのボウリング人気に繋がるような、ちょっとしたお手伝いができたら」「ボウリングがどんな社会貢献をすれば良いのかを、ボウリング界の皆さんと共に考えていきたい」としている。
桑田の影響力もあって2019年大会の時点で参加者はのべ3万人に上り、ジャパンオープンでも平均500人程度といわれる日本で行われているボウリング大会の中でも史上最大規模といわれている。
2020年に行われる予定だった大会では前述のようにシニア枠の新設及び競技ボウラー部門の予選の開催場所や実施期間の拡大や公式アンバサダーにナイツを起用するなど前年以上に力を入れていたが、新型コロナウイルス感染拡大防止を理由に本大会・準決勝・決勝大会が中止。日程の調整、順延開催の検討を重ねてきたが、幅広い世代の選手が全国各地から東京の会場に集結して試合を行うことによる感染リスクを考慮し、後に改めて正式に中止がアナウンスされた。
2021年にはこれまでとルール・条件下を変え2020年の大会を組み込む形で『KUWATA CUP 2020→2021 〜みんなのボウリング大会〜』を開催する予定であったが、新型コロナウイルス感染拡大防止という目的で1か所で集まって大会を行う以前の方法ではなく、全国各地でそれぞれが参加するオンラインマッチ方式に変更された。
2022年には『KUWATA CUP 2022→2023 〜みんなのボウリング大会〜』を開催し、翌年2月26日には初開催以来4年ぶりに決勝大会が行われた。

## 各回の詳細
| 回 | 開催年 | 正式タイトル                                                 | 開催日時・会場 | テーマソング                               |
| -- | ------ | ------------------------------------------------------------ | --- | ------------------------------------------ |
| 1  | 2019年 | KUWATA CUP 2019 〜みんなのボウリング大会〜                   | 全国予選会 一般アマチュア部門・ジュニアアマチュア部門 2018年11月1日 - 2019年1月6日 全国47都道府県・501センター 競技アマチュア部門 2018年11月- 2019年1月 全国10地区・30センター 本大会 2019年2月8日- 2019年2月9日 品川プリンスホテルボウリングセンター 東京ポートボウル 決勝大会 2019年2月10日 渋谷ヒカリエ ヒカリエホール・ホールA 特設レーン | 桑田佳祐&The Pin Boys レッツゴーボウリング |
| 2  | 2020年 | KUWATA CUP 2020 〜みんなのボウリング大会〜                   | 全国予選会 アマチュアボウラー部門(ジュニア/一般/シニア) 2019年10月1日 - 2020年1月13日 全国47都道府県・日本ボウリング場協会加盟センター/約500センター 競技ボウラー部門 2019年11月1日- 2019年11月30日 全国47都道府県・日本ボウリング場協会加盟センター/約500センター 本大会 2020年2月20日- 2020年2月22日 品川プリンスホテルボウリングセンター 東京ポートボウル 準決勝・決勝大会 2020年2月22日 - 2020年2月23日 渋谷ヒカリエ ヒカリエホール・ホールA 特設レーン * 新型コロナウイルスの流行に伴う感染拡大防止のため、本大会・準決勝・決勝大会が中止。 | 桑田佳祐&The Pin Boys 悲しきプロボウラー   |
| 3  | 2021年 | KUWATA CUP 2020→2021 〜みんなのボウリング大会〜 ONLINE MATCH | 2021年8月1日 - 12月31日 | 該当なし                                   |
| 4  | 2022年 | KUWATA CUP 2022→2023 〜みんなのボウリング大会〜              | 全国予選会 1次予選日程：2022年9月17日 - 11月30日 2次予選日程：2022年12月1日 - 12月31日 場所：全国47都道府県・日本ボウリング場協会加盟 約450センター プロ予選～準決勝 2023年1月24日～25日 東京ポートボウル 品川プリンスホテルボウリングセンター アマチュア準決勝 2023年2月25日 東京ポートボウル 品川プリンスホテルボウリングセンター 決勝大会 2023年2月26日 東京体育館 特設レーン | 該当なし                                   |

## 大会の流れ

### 予選
| 年          | 回 | 部門 | 大会形式 |
| ----------- | -- | --- | --- |
| 2019年      | 1  | 一般アマチュア部門（男女混合） ジュニアアマチュア部門（男女混合） 競技アマチュア部門（男女別） プロボウラー部門                                                  | 一般アマチュア・ジュニアアマチュア部門はハウスボール・ハウスシューズを使用する。全国501のボウリング場で任意の時間で参加でき、予選会期間に通常のボウリングプレー料金はボウリング場にて、これとは別に参加料を大会サイトで支払うことで参加。3ゲームのスコア上位が本大会進出。 競技アマチュア部門はマイボール・マイシューズも使用可能。全国30場で、それぞれ集合形式で6ゲームマッチを行い、上位が本大会進出。 プロボウラー部門の予選は特別出場枠予選（予備予選）のみ実施。 |
| 2020年      | 2  | アマチュアボウラー部門一般（男女別） アマチュアボウラー部門ジュニア（男女別） アマチュアボウラー部門シニア（男女別） 競技ボウラー部門（男女別） プロボウラー部門 | アマチュアボウラー部門それぞれはハウスボール・ハウスシューズを使用するルールで前年とほぼ同様の流れだが、男女別部門に分かれた。 競技アマチュア部門についても、アマチュアボウラー同様まずは約500場においての予選期間中の3ゲームハイスコアマッチが第一次予選となる。その各場での上位者が集合形式の都道府県大会（大規模な都道府県では複数個所で実施）を行い、その上位者が本大会進出。 都道府県大会まで実施した段階で新型コロナウィルス感染症の為、大会中止となった。 |
| 2021        | 3  | ハウスボウラー部門一般（男女別） ハウスボウラー部門ジュニア（男女別） ハウスボウラー部門シニア（男女別） マイボウラー部門（男女別） プロボウラー部門             | オンラインマッチとして実施（後述） |
| 2022→2023年 | 4  | 一般部門（男女別） ジュニア部門（男女混合） シニア部門（男女混合） ダブルス部門（男女混合） プロボウラー部門                                                     | ハウスボール・シューズ限定部門が廃止された。ジュニア・シニア部門は男女混合となったが、女性は1ゲーム20ピンのハンデが、ダブルス部門はメンバーに女性が含まれている場合1人につき10ピンのハンデが付く。 アマチュア各部門においては全国約450場で行われる予選は2段階に分かれ、まず約3か月の期間で行われる3ゲームハイスコアマッチを一次予選とし、各部門それぞれ全国ランキング上位50％が二次予選の参加資格を得られる。二次予選進出者が1か月間の3ゲームハイスコアマッチを行い、上位（全部門あわせて232名）が準決勝進出となる。なお、この回より予選期間中のアマチュア部門の選手名表示はニックネームとなった。 プロ部門は特別出場枠予選後、その翌日に出場全プロが出場する一次予選・二次予選を経過する形となった。なお、プロの準決勝までの日程はアマチュア準決勝の日程と分けられるようになった。 |

### 本大会・準決勝
2019年・2020年の本大会、2022→2023年の準決勝は品川プリンスホテルボウリングセンターと東京ポートボウルの2か所で行われている。
2020年まではアマチュアの部門とプロの部門を同時進行で実施していた。2022→2023年はプロボウラー部門はプロ二次予選直後・アマチュア部門の1か月前に実施された。

### 決勝大会
- 2019年大会では矢野武と住吉美紀が司会進行を担当[20]。岩上太郎、矢島純一、石井利枝、酒井武雄、斉藤志乃ぶがレジェンド席という椅子に座り参加した[19]。男女プロボウラー部門の準決勝・決勝戦が行われた決勝大会後半の部では桑田と原による始球式、桑田によるコミッショナー宣言、桑田と村田雄浩のタッグによるチーム『渡る世間にGスポッターズ』と姫路麗と名和秋のタッグによるチーム『悩殺美人女子プロボーラーズ』によるエキシビジョン・マッチ、座席番号で選ばれた一般観客がボウリングをし既定のピンを倒すと豪華プレゼントがもらえる「お楽しみコーナー」が行われた。決勝戦では女子では中野麻理子、男子では志摩竜太郎が優勝した。桑田によるアマチュア部門・競技ボウラー部門を含めた全ての部門の入賞者の表彰後には出場者や演者全員が集まりテーマソング「レッツゴーボウリング」が歌われた。最後には各部門の入賞者と桑田・観客との記念撮影が行われた[19][21][22][23][24]。この回は渋谷ヒカリエ ヒカリエホール・ホールAにて会場に特設レーンを作った上で行われ、観客席も導入され約600人が観覧している[19][20][22]。

- 2022→2023大会の決勝は東京体育館で行われ、アマチュア各部門決勝は無料開放にて実施され、プロボウラー部門・エキシビジョンは有料開催で行われた。当日観客は約7000人[25]。
  - エキシビジョンでは桑田佳祐と日テレのスッキリ出演者（加藤浩次・槙野智章・辻岡義堂）連合チームが、姫路麗・名和秋と再戦した。

## プロボウラー部門　歴代優勝者
| 年          | 回 | 男子       | 女子       | 決勝の大会形式                      |
| ----------- | -- | ---------- | ---------- | ----------------------------------- |
| 2019年      | 1  | 志摩竜太郎 | 中野麻理子 | 3人によるステップラダートーナメント |
| 2022→2023年 | 4  | 斉藤琢哉   | 大嶋有香   | 3人による1ゲームマッチ              |

## KUWATA CUP 2020→2021 ONLINE MATCH
前述の通り、2021年開催の大会は出場者が一堂に会する方式が取りやめられたが、全国の日本ボウリング場協会加盟レーンで3ゲーム投球し、そのハイスコアを競う方式となった。ボウリング場の受付時にKUWATA CUPの選手登録画面を提示し挑戦する旨を伝えれば、期間内いつでも挑戦でき、記録更新のために何度挑戦しても構わない。参加料は1か月分定額で有効となっていた。
ハウスボウラー部門（ジュニア（小学生）、一般、シニア（60歳以上））、マイボウラー部門、プロボウラー部門がそれぞれ男女別、計10部門を実施。
2021年8月から12月まで、各月締めで集計を行い、各部門1位にオリジナルマイボールが贈呈された。

## マスコットキャラクター
この大会のマスコットキャラクターとして桑田とボウリングのピンがモチーフとなった“ピンすけ♪”が存在しており、そのデザインから「桑田のボウリング愛の化身」とも呼ばれている。日本ボウリング機構から初の“日本ボウリング公式キャラクター”にも認定された。このキャラクターがデザインされた公式グッズやLINEスタンプの販売及びSNSを中心とした情報発信やVTuber活動も実施され、2019年大会の決勝大会ではダンサーと共にハーフタイムショーに登場しダンスを披露したり、お楽しみコーナーの規定のピンにこのキャラクターがデザインされるなど、幅広く活躍している。2021年に販売されたLINEスタンプ以降は"ピンすけ♪"の仲間として”ピンこ♪”も登場している。

## 歴代テーマソング
- レッツゴーボウリング / 桑田佳祐&The Pin Boys
- 悲しきプロボウラー / 桑田佳祐&The Pin Boys